# Ryszard Pilarczyk
Ryszard Pilarczyk (Poznań, 5 novembre 1975) è un ex velocista polacco.

## Palmarès

### Europei
- 2 medaglie:
  - 1 argento (Monaco di Baviera 2002 nella staffetta 4x100 m)
  - 1 bronzo (Budapest 1998 nella staffetta 4x100 m)

### Europei under 23
- 3 medaglie:
  - 1 oro (Turku 1997 nella staffetta 4x400 m)
  - 1 argento (Turku 1997 nella staffetta 4x100 m)
  - 1 bronzo (Turku 1997 nei 200 m piani)